# Pekka Hämäläinen
Pekka Hämäläinen (Helsinki, 25 de octubre de 1938 - Helsinki, 4 de junio de 2013) fue un futbolista profesional finlandés que jugaba en la demarcación de defensa.

## Biografía
Hämäläinen debutó como futbolista en 1961 a los 23 años de edad con el HIFK Helsinki, con el que consiguió la Veikkausliiga en 1961, y con el que jugó la Copa de Campeones de Europa en la temporada 1962/63. Se retiró como futbolista en 1966.
También fue el presidente de la Federación de Fútbol de Finlandia entre 1997 y 2009.

## Clubes
| Club          | País      | Año         | Partidos | Goles |
| ------------- | --------- | ----------- | -------- | ----- |
| HIFK Helsinki | Finlandia | 1961 - 1966 | 73       | 9     |

## Palmarés
- Veikkausliiga: 1961